# 索維爾 (伊利諾伊州)
索維爾（英語：Thawville）是位於美國伊利諾伊州易洛魁縣的一個村落。

## 地理
索維爾的座標為40°40′33″N 88°06′58″W / 40.67583°N 88.11611°W，而該地最高點為海拔高度210米（即689英尺）。

## 人口
根據2010年美國人口普查的數據，索維爾的面積為0.85平方千米，當中陸地面積為0.85平方千米，無水域面積。當地共有人口241人，而人口密度為每平方千米283人。